# 1757

## Esdeveniments
Països Catalans
Resta del món
- 6 de maig - Praga (República Txeca): l'exèrcit de Prússia va guanyar a l'exèrcit del Sacre Imperi en la Batalla de Praga en el curs de la Guerra dels Set Anys.
- 23 de juny - Palashi (Bengala Occidental, l'Índia): la Companyia Britànica de les Índies Orientals obté una victòria definitiva en la batalla de Plassey durant la Guerra dels Set Anys contra el Nabab de Bengala i la Companyia Francesa de les Índies Orientals.
- 9 d'agost - Lake George (Nova York) (estat de Nova York, EUA): els anglesos es rendeixen després de la batalla de Fort William Henry i posteriorment els aliats indis dels francesos els van massacrar, durant la Guerra Franco-Índia.
- 5 de novembre - Rossbach (Saxònia-Anhalt, Alemanya): l'exèrcit de Prússia va guanyar la batalla de Rossbach en el curs de la Guerra dels Set Anys.

## Naixements
Països Catalans
Resta del món
- 4 de maig, Énguera, la Canal de Navarrés: Manuel Tolsà, arquitecte i escultor valencià neoclàssic (m. 1816).[1]
- 10 d'agost, Xàtiva, la Costera: Joaquim Llorenç Villanueva i Astengo, polític i sacerdot valencià (m. 1837).
- Cervera: Marià de Sabater i de Vilanova, marquès de Capmany i escriptor

## Necrològiques
Països Catalans
- 15 de setembre: Viena (Arxiducat d'Àustria): Francesc de Castellví i Obando, militar austriacista i historiador català (n. 1682).

Resta del món
- 9 de gener: Bernard le Bovier de Fontenelle, escriptor i filòsof francès (n. 1657)
- 26 de febrer, Amsterdam: Maria Moninckx, artista i pintora botànica neerlandesa de l'Atles de Moninckx (n. ca. 1673).[2]
- 27 de març: Mannheim (Alemanya): Johann Stamitz, compositor, violinista i director d'orquestra txec.(n. 1717)[3]
- 23 de juliol: Domenico Scarlatti, compositor i clavecinista italià (n. 1685).[4]
- 11 d'agost: José Pradas Gallén, compositor barroc espanyol (n. 1757)
- 17 d'octubre: René Antoine Ferchault de Réaumur, físic francès (n. 1683)
- 12 de novembre: Colley Cibber, actor poeta i dramaturg anglès (n. 1671)